# Bol d'or automobile 1938
Navigation
Édition précédente Édition suivante
Le Bol d'or 1938, est la 17e édition de l'épreuve et se déroulent les 5 et 6 juin 1938 sur l'autodrome de Linas-Montlhéry.

## Classement de la course
| Pos. | Pilotes            | Châssis          | Tours | Distance/Abandon |
| ---- | ------------------ | ---------------- | ----- | ---------------- |
| 1    | Amédée Gordini     | Simca 8          |       |                  |
| 2    | Alphonse de Burnay | MG               |       |                  |
| 3    | Victor Polledry    | Aston Martin     |       |                  |
| 4    | R. Robert          | Simca 8          |       |                  |
| 5    | Just-Émile Vernet  | Simca 8          |       |                  |
| 6    | Alexis Constantin  | Bugatti          |       |                  |
| 7    | Angelo Molinari    | Fiat 508 Balilla |       |                  |
| Abd  | Marcel Contet      | Riley            |       |                  |
| Abd  | Breuillet          | Simca            |       |                  |

- Légende: Abd.=Abandon.